# Edgar Degas
Edgar Degas (Edgar Hilaire Germain De Gas), född 19 juli 1834 i Paris, död 27 september 1917 i Paris, var en fransk konstnär, grafiker och skulptör.

## Biografi

### Bakgrund och påverkan
Degas studerade vid École des Beaux-Arts i Paris.
Från början var han mycket påverkad av Ingres måleri, efter att ha studerat hos dennes lärjunge Louis Lamothe. Vid sidan av porträtt var hans tidiga bilder ofta historiemålningar, såsom Semiramis (1861) och Staden Orleans olyckor (1865). Snart började Degas intressera sig för det moderna Parislivet, och tog intryck av Édouard Manet. Ett inflytande från det japanska träsnitten kan också märkas.
Till grund för Degas konst låg teckningen. De till synes spontana rörelserna, de snabba ögonblicksbilderna från en repetitionssal, allt är sammanfogat i ett fast nätverk av linjer, och färgytorna är inneslutna av kontrasterande konturer. I det avseendet följer Degas samma klassiska tradition som Ingres. Men Degas ligger också nära impressionisterna eftersom han vill fånga ögonblicket och skildra det moderna livet. Degas deltog i flera av impressionisternas utställningar 1874–1886. 

### Konstnärskarriär
Degas första målning från kapplöpningsfälten är daterad 1862, hans första bilder från balettdansösernas värld tillkom omkring 1872 (Le foyer de la danse och Répétition d'un ballet). Vid sidan härom målade han vardagliga ämnen som Absinten (1876) och Strykerskorna (1884). Senare blev han känd för sina motiv med kvinnor i badet under toalettbestyr. Från slutet av 1870-talet övergick han alltmer till pasteller. Bland dessa verk märks hans La danseuse au bouquet. Degas utförde även välkända teckningar, litografier och monotypier, det senare en av konstnären själv uppfunnen teknik.
Degas arbeten fick redan under hans livstid stor efterfrågan. Till Louvren kom en stor samling genom en donation 1914. I Nationalmuseum finns ett flertal verk. Glyptoteket i Köpenhamn har två målningar av Degas. Degas är representerad vid bland annat Göteborgs konstmuseum.
Degas bodde hos släktingar i New Orleans, USA mellan 1872 och 1873. En av de målningar som han tog med sig hem till Paris, Ett bomullskontor i New Orleans (1873), var det enda konstverk, som något museum köpte under hans levnad.

### Sista tid
Under 1880-talet försämrades hans syn, och han började därför att arbeta med skulptur och pastellmålning, som inte krävde så bra syn. 
Edgar Degas dog i Paris och vilar på Montmartrekyrkogården.

## Stil och eftermäle
Degas nyskapande vad gäller kompositioner och teckningskicklighet, och hans känsla för rörelser i bilderna gör honom till en av de stora av de tidiga modernisterna i slutet av 1800-talet. Han betraktas ofta som impressionist, men många av hans verk har klara och tydliga realistiska drag och är nästan lite romantiska.
Nedslagskratern Degas på planeten Merkurius och asteroiden 6673 Degas är uppkallade efter honom.

## Galleri

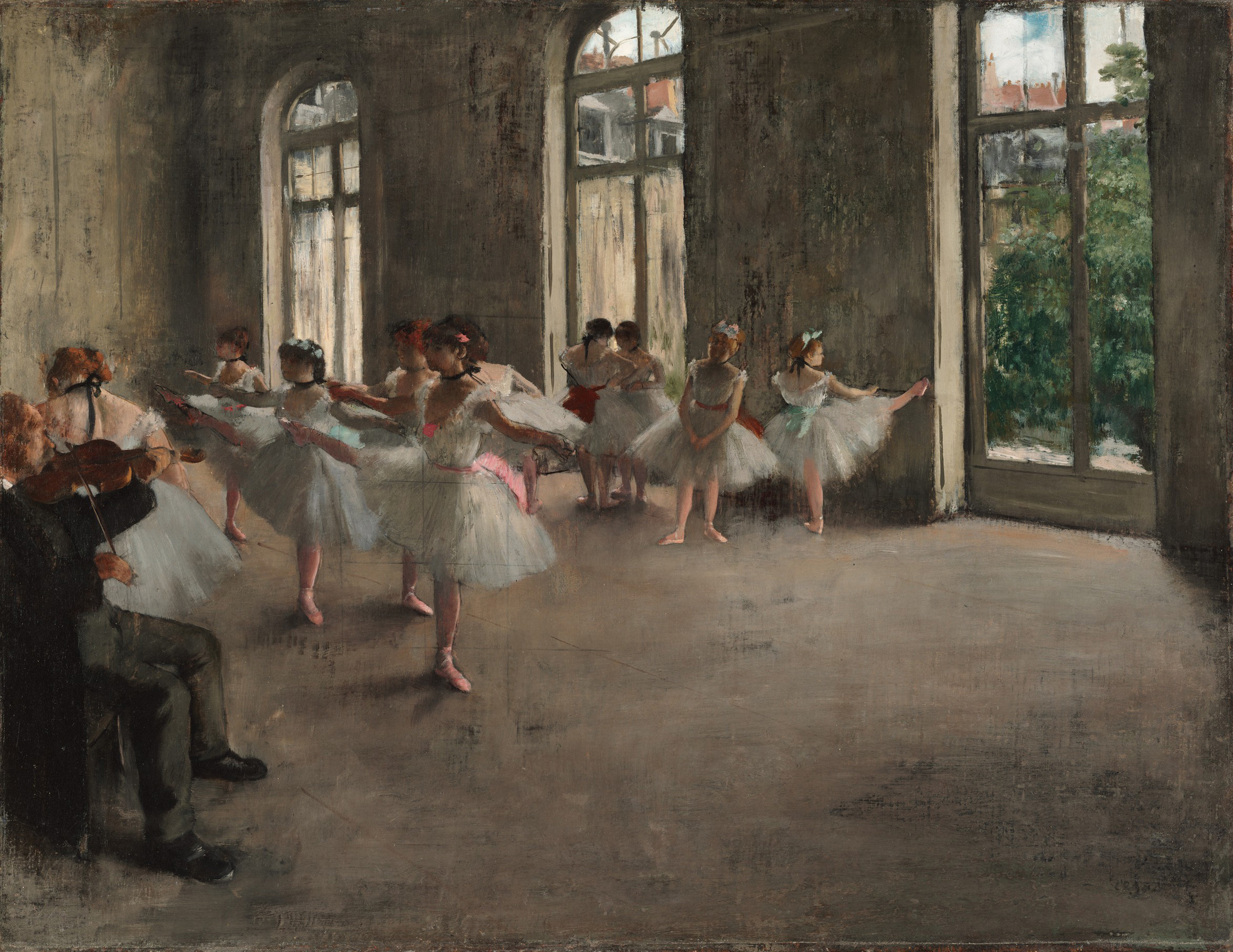
”Balettprovet” (1873)
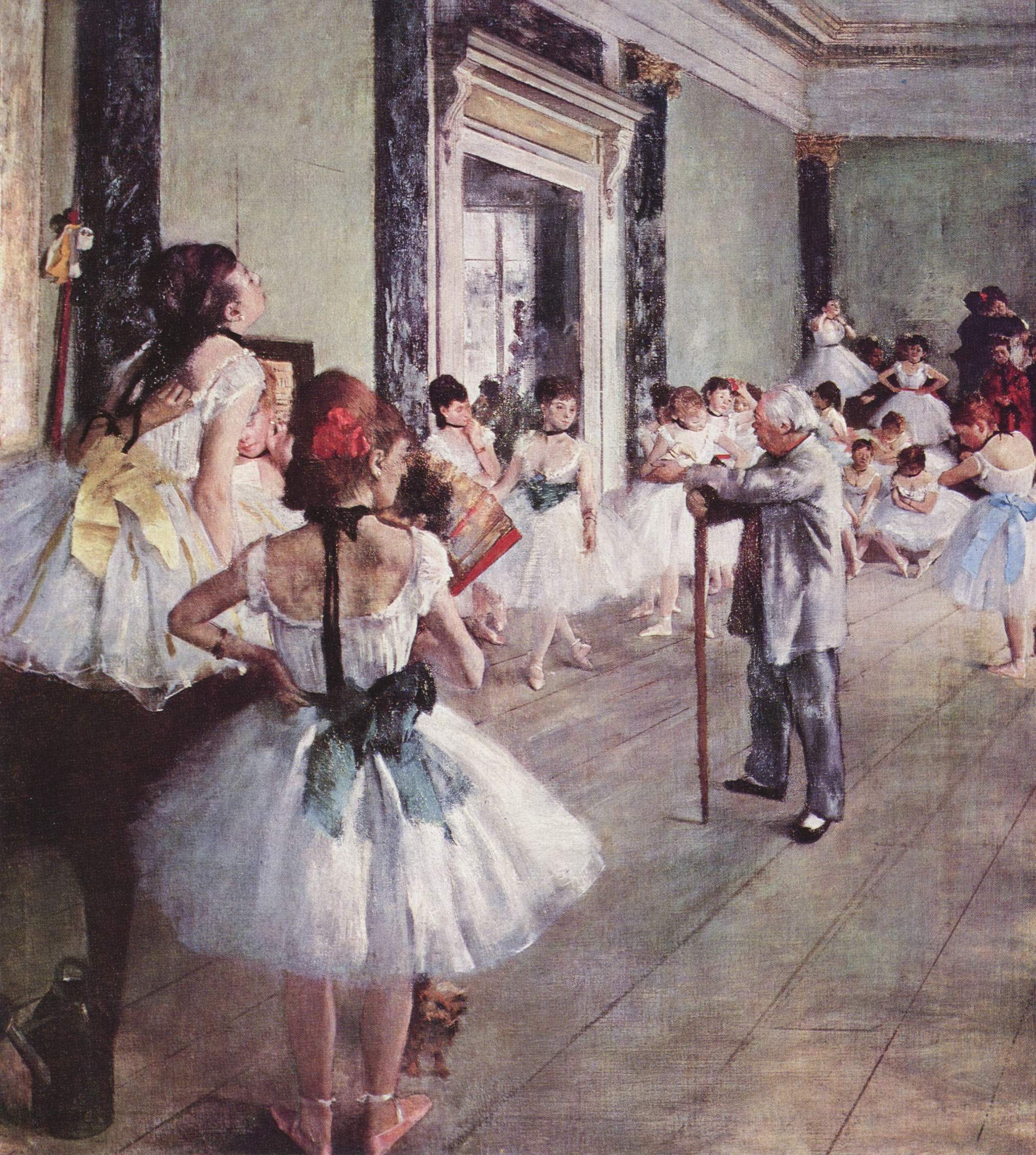
Dansklassen (1875)
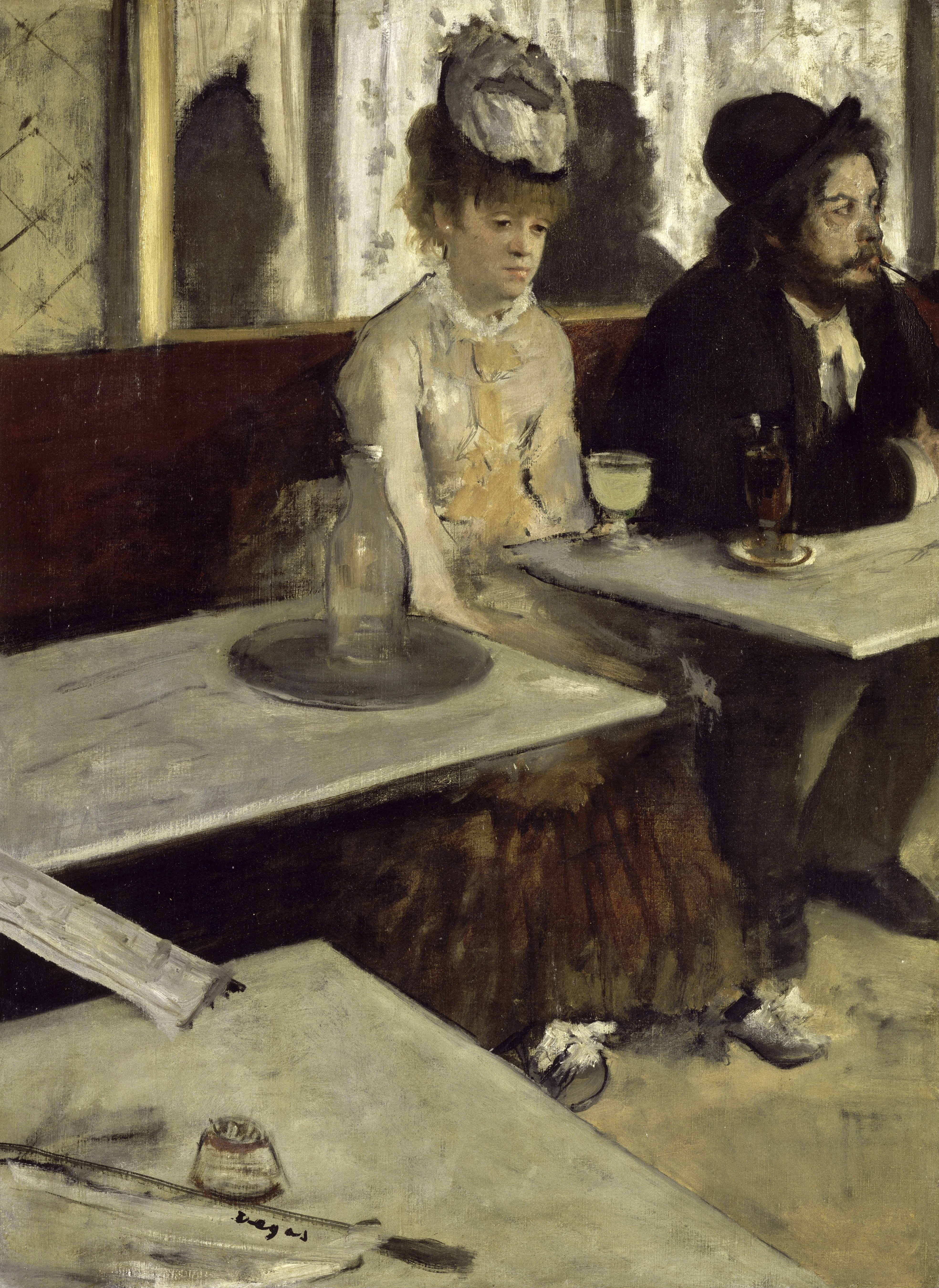
”Absinten” (1876)
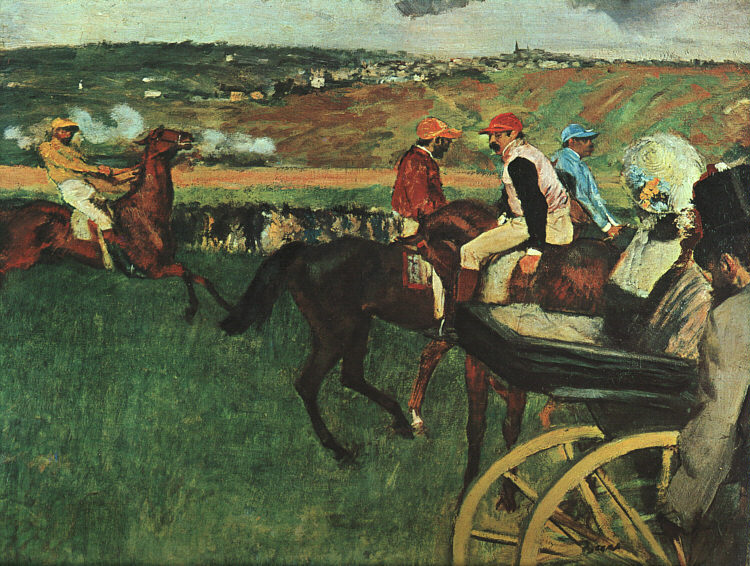
Le champ de courses. Jockeys amateurs près d'une voiture (omkring 1877-1880)
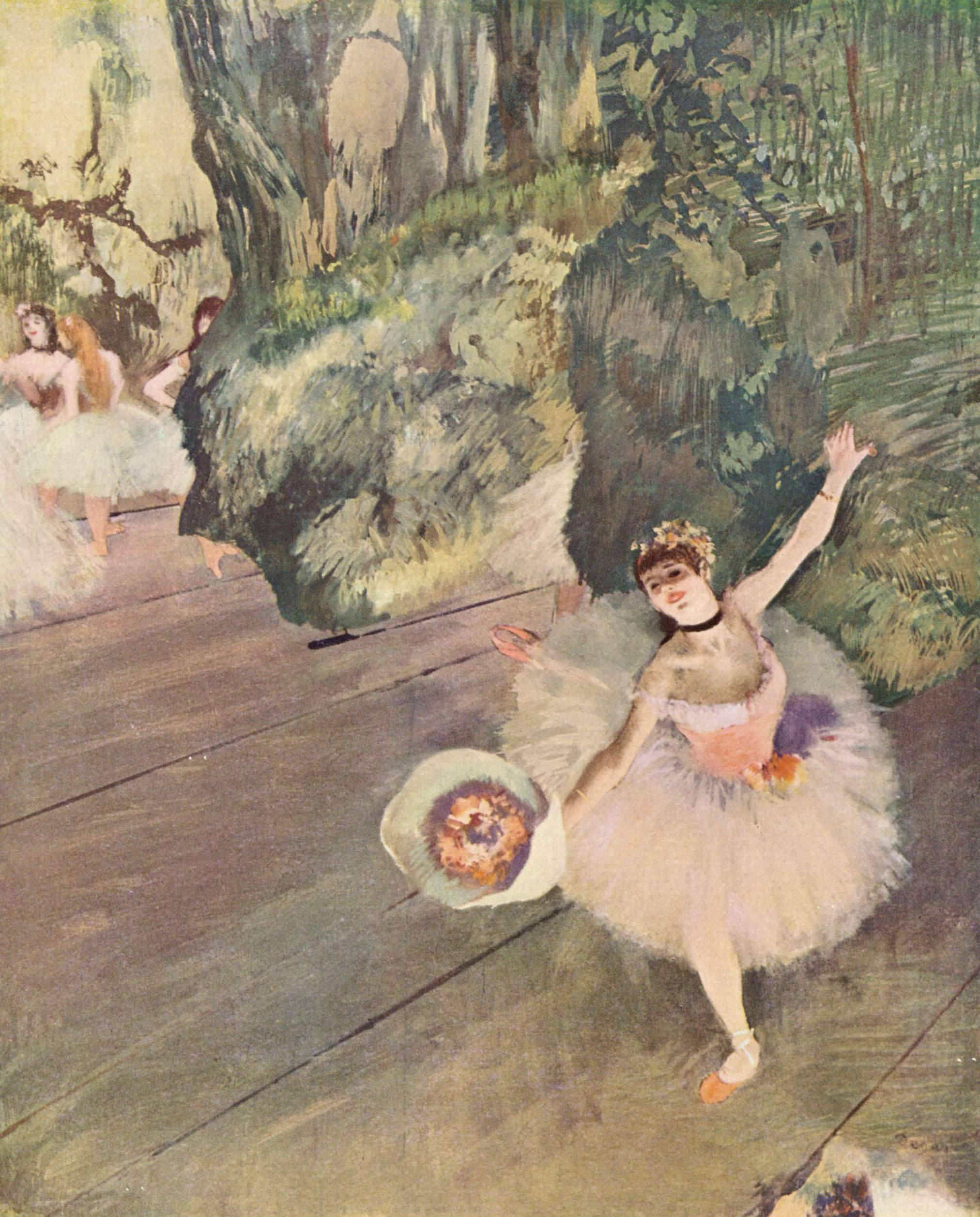
"Dancer Taking a Bow" (omkring 1878)
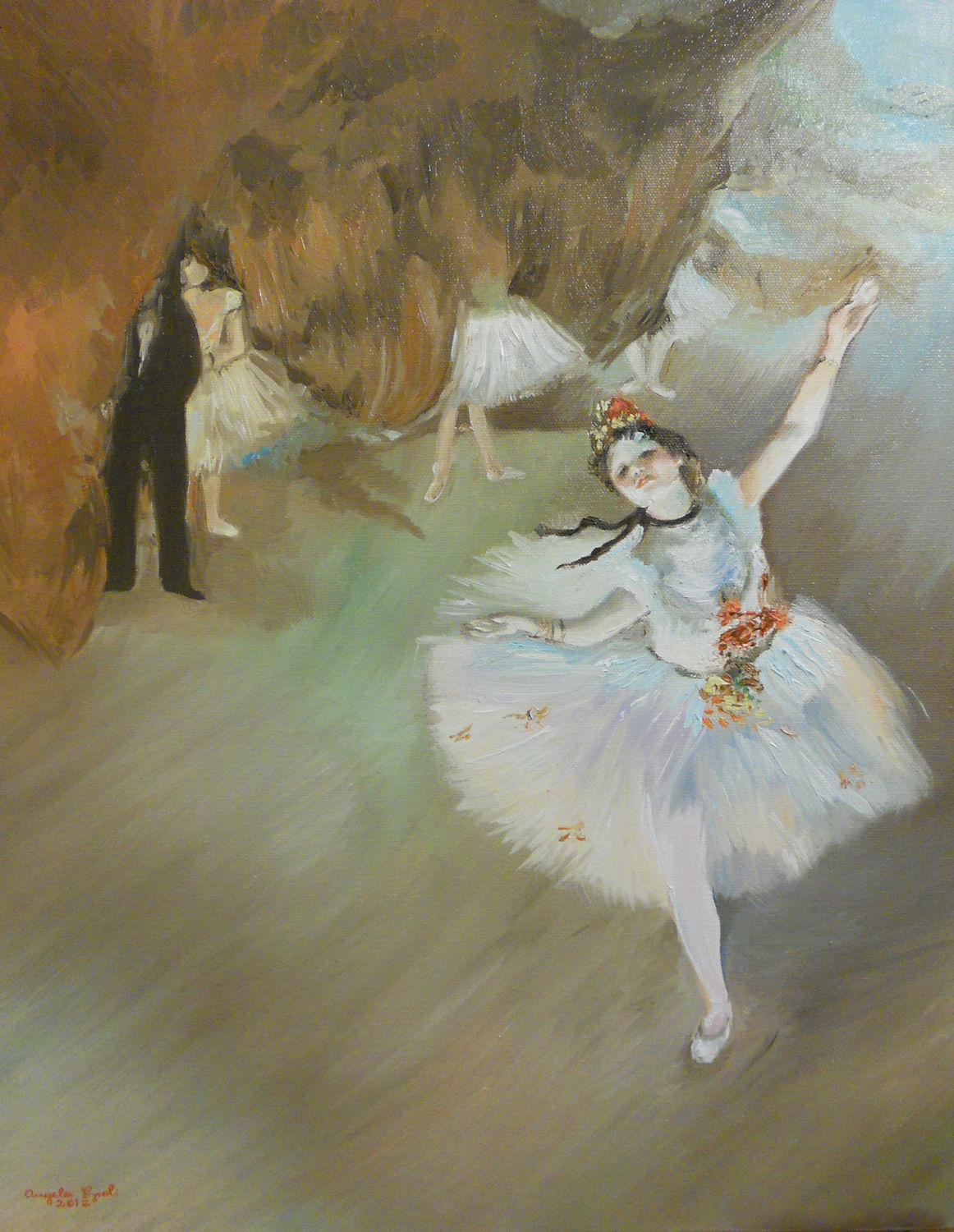
Ballet - l'étoile (Rosita Mauri) (cirka 1878)
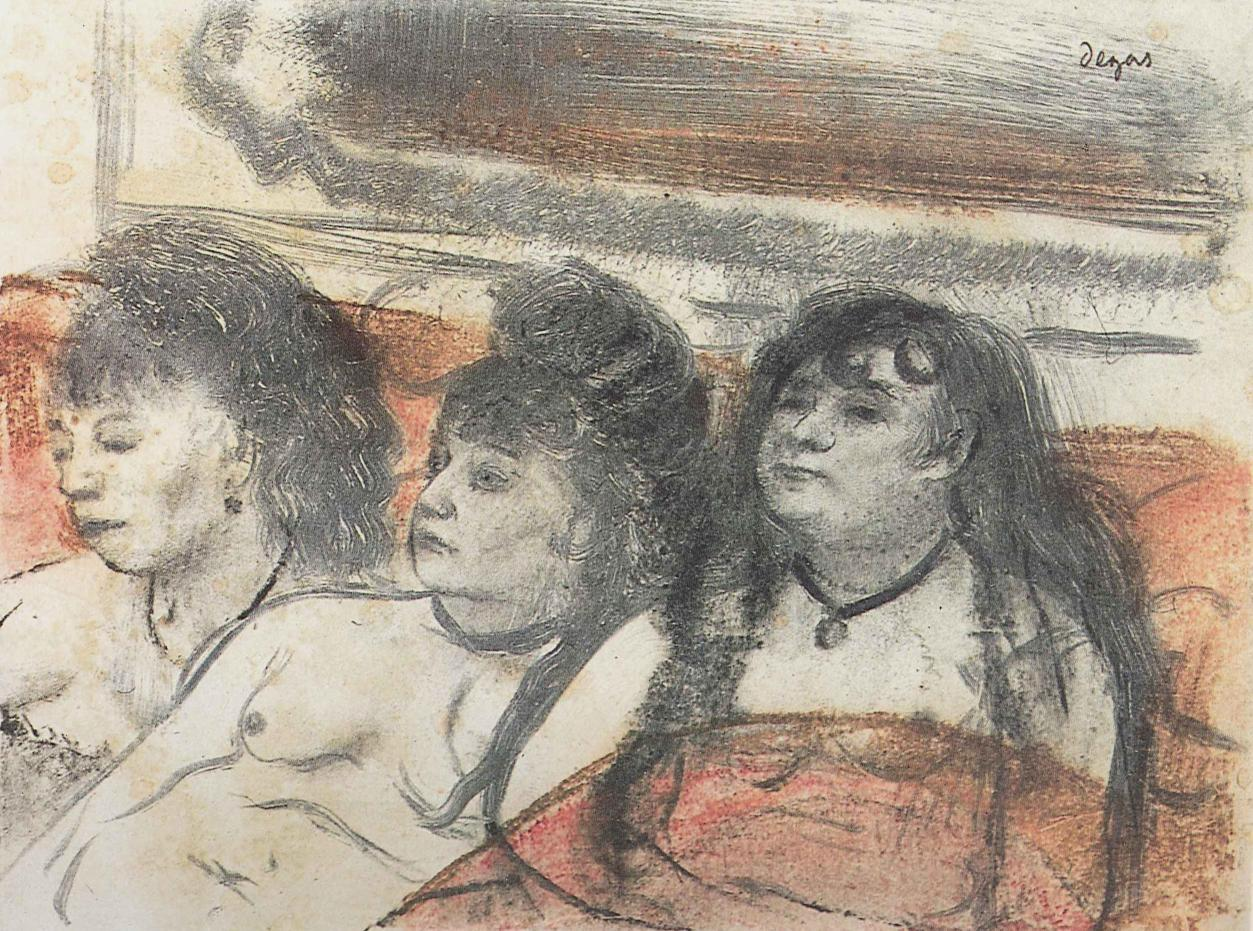
Drei Dirnen auf einem Sofa, Monotypie (1879)
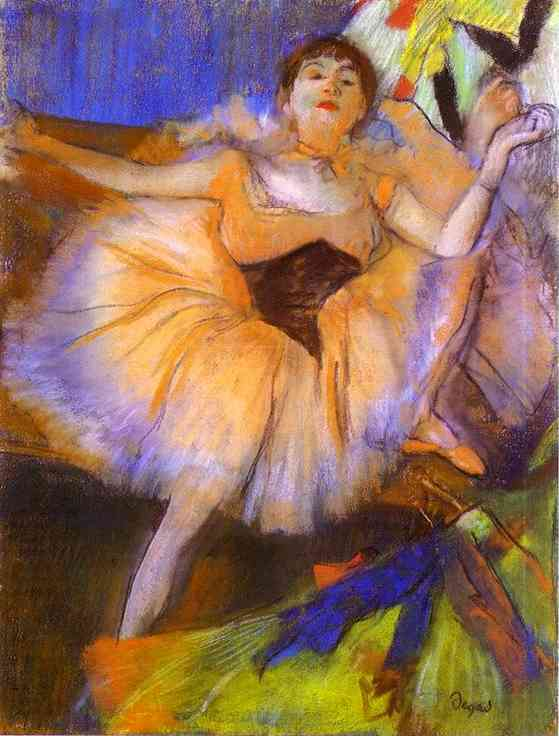
”Sittande dansös” (omkring 1879–1880)
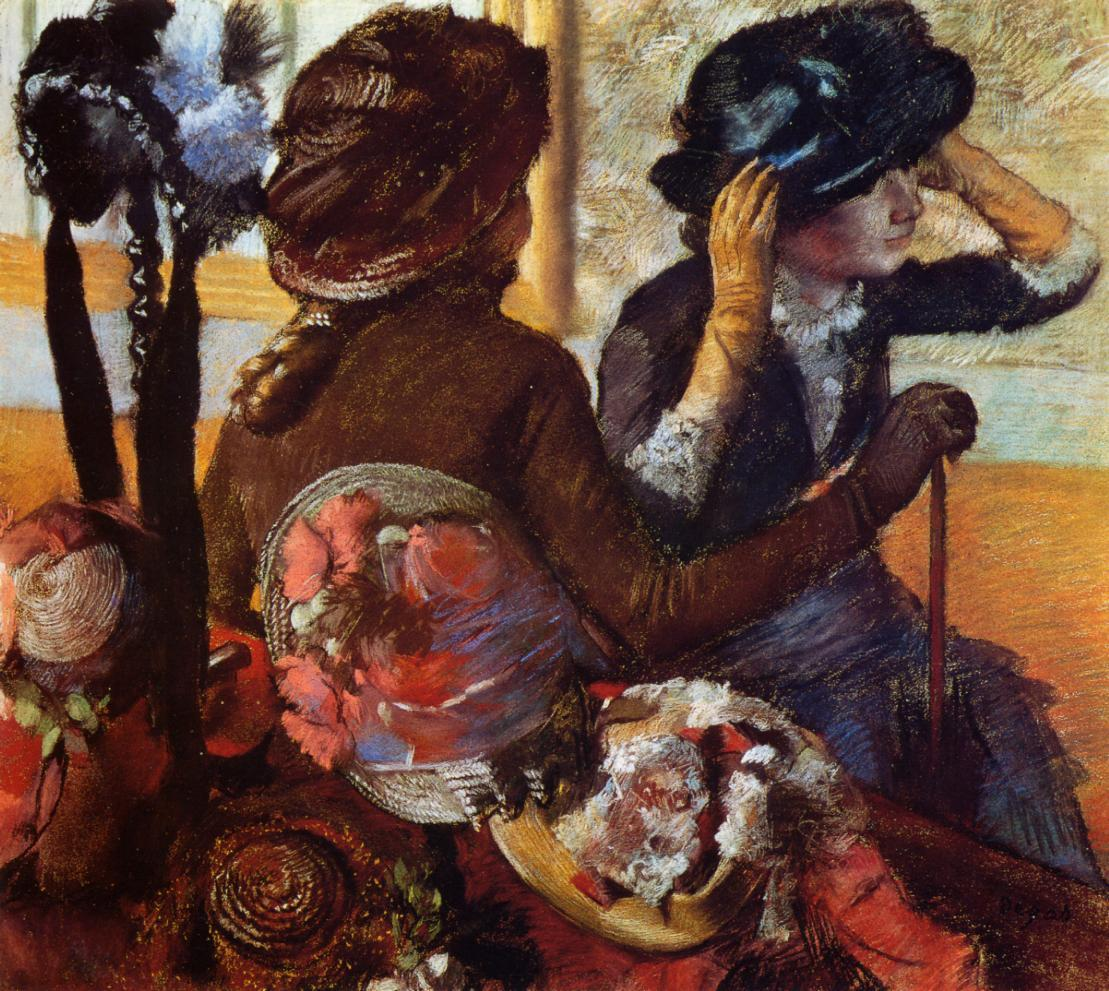
Bei der Modistin (1882)
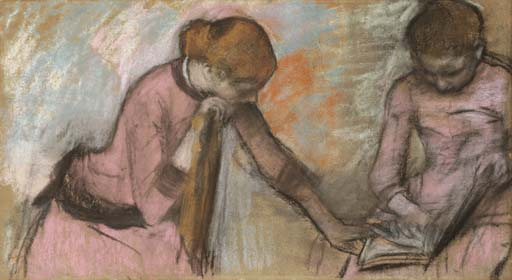
Jeunes filles regardant un album (cirka 1884)